# Celebrity
Celebrity е четвъртият и последен студиен албум на американската поп група „Ен Синк“, издаден през юли 2001 година. Албумът е с общи продажби 5 828 000 в САЩ, застава на първо място в Билборд 200 и получава 5 пъти платинена сертификация.

## Списък с песните

### Оригинален траклист
1. Pop – 3:57
2. Celebrity – 3:17
3. The Game Is Over – 3:25
4. Girlfriend – 4:13
5. The Two of Us – 3:50
6. Gone – 4:51
7. Tell Me, Tell Me... Baby – 3:36
8. Up Against the Wall – 3:36
9. See Right Through You – 2:52
10. Selfish – 4:19
11. Just Don't Tell Me That – 3:02
12. Something Like You – 4:14
13. Do Your Thing – 4:19

### Интернационално издание
1. That Girl (Will Never Be Mine) (бонус трак) – 3:24
2. Falling (бонус трак) – 3:48
3. Do Your Thing – 4:19

### Специално издание
1. Pop (Pablo La Rosa's Funktified Mix) – 5:38
2. Pop (Databass Remix) – 5:31
3. Gone (Gone Clubbin' (I'll Be Back Late) Mix) – 5:57
4. Girlfriend (The Neptunes Remix с Нели) – 4:43

### Британско специално издание
1. Pop (Pablo La Rosa's Funktified Remix) – 5:38
2. Pop (Deep Dish Cha-Ching Mix) – 11:49
3. Pop (Terminalhead Vocal Mix) – 5:35
4. Gone (Gone Clubbin' I'll Be Back Late Remix) – 5:57
5. Gone (испанска версия) – 4:22
6. Girlfriend (The Neptunes Remix с Нели) – 4:43
7. Girlfriend (The Neptunes Remix инструментал) – 4:43
8. Pop (видеоклип) – 3:57
9. Gone (видеоклип) – 4:51
10. Girlfriend (видеоклип) – 4:13